# CRH2
CRH2 este unul dintre modelele de tren de mare viteza CRH care circula in China. Se bazează tehnic pe modelul japonez Shinkansen Seria E2. Trenul atinge viteze de 250 km/h.